# Monako na Letnich Igrzyskach Olimpijskich Młodzieży 2010
Monako na Letnich Igrzyskach Olimpijskich Młodzieży w Singapurze w 2010 reprezentowało 4 sportowców w 3 dyscyplinach.

## Skład kadry

### Pływanie
- Amélie Trinquier - pływanie
- Pauline Ducruet - skoki do wody

### Taekwondo
- Christopher Deleage

### Żeglarstwo
- Massimo Mazzolini